# 항발암물질
항발암물질(抗癌物質, anticarcinogen, carcinopreventive agent)은 발암물질의 영향에 대응하는 물질이다. 항암제와는 다르다.

## 항발암물질과 건강과의 관계
저지방 식단의 일부로 소비할 때, 섬유가 포함된 곡물, 식물, 채소의 경우 특정한 종류의 암의 위험을 감소시킬 수 있다. 그러나 암은 수많은 요인과 연결되는 질병이며 섬유, 식물, 채소 섭취와 암의 감소 간의 관계에 대한 본질은 분명하지 않다.

## 항암작용
종양학에서 항암작용은 암세포의 증식을 억제하거나 암세포를 죽이는 효과를 가리킨다.
사포닌, 알파카로틴, 안토시아닌, 푸린, 피토스테롤등은 항암작용을 하는 것으로 보고된바있으며 설포라판, 글루코시노레이트등은 항암작용을 돕는것으로 알려져있다.

## 같이 보기
- 돌연변이원
- 발암물질
- 공동발암물질